# Flemming Davanger
Flemming Davanger (Bergen, 1 de abril de 1963) es un deportista noruego que compitió en curling.
Participó en dos Juegos Olímpicos de Invierno, obteniendo una medalla de oro en Salt Lake City 2002 y el quinto lugar en Turín 2006.
Ganó tres medallas en el Campeonato Mundial de Curling entre los años 2001 y 2003, y tres medallas en el Campeonato Europeo de Curling entre los años 1986 y 2005.

## Palmarés internacional
| Juegos Olímpicos   | Juegos Olímpicos                  | Juegos Olímpicos  | Juegos Olímpicos |
| Año                | Lugar                             | Medalla           | Prueba           |
| ------------------ | --------------------------------- | ----------------- | ---------------- |
| 2002               | Salt Lake City (Estados Unidos)   | Medalla de oro    | Equipo           |
| Campeonato Mundial |                                   |                   |                  |
| Año                | Lugar                             | Medalla           | Prueba           |
| 2001               | Lausana (Suiza)                   | Medalla de bronce | Equipo           |
| 2002               | Bismarck (Estados Unidos)         | Medalla de plata  | Equipo           |
| 2003               | Winnipeg (Canadá)                 | Medalla de bronce | Equipo           |
| Campeonato Europeo |                                   |                   |                  |
| Año                | Lugar                             | Medalla           | Prueba           |
| 1986               | Copenhague (Dinamarca)            | Medalla de bronce | Equipo           |
| 2004               | Sofía (Bulgaria)                  | Medalla de bronce | Equipo           |
| 2005               | Garmisch-Partenkirchen (Alemania) | Medalla de oro    | Equipo           |